# Luxemburgische Frauen-Handballnationalmannschaft
Die luxemburgische Frauen-Handballnationalmannschaft vertritt Luxemburg bei internationalen Turnieren im Frauenhandball. Sie wird von der Fédération Luxembourgeoise de Handball (F. L. H.) unterhalten.

## Platzierungen bei Meisterschaften

### Weltmeisterschaften
keine Teilnahme 
In der Qualifikation zur Weltmeisterschaft 2021 schied das Team im März 2021 in der ersten Runde bei einem Turnier in Luxemburg nach Niederlagen gegen Israel, die Ukraine und die Slowakei aus. In der Qualifikation zur Weltmeisterschaft 2023 schied das Team im November 2022 in der ersten Qualifikationsrunde nach zwei Niederlagen gegen die Ukraine aus.

### Europameisterschaften
keine Teilnahme 
In der Qualifikation zur Europameisterschaft 2020 schied das Team im Juni 2019 in der ersten Runde nach einem Sieg gegen Finnland und Niederlagen gegen Israel und Griechenland aus. In der Qualifikation zur Europameisterschaft 2022 spielte das Team im Juni 2021 in der ersten Runde ein Turnier in Kosovo; nach Niederlagen gegen Portugal (14:38), Zypern (19:21) und Kosovo (27:33) schied das Team aus.

### Olympische Turniere
keine Teilnahme 

## Länderspiele
Die Auswahl hat bisher nur wenige Länderspiele bestritten.

## Spielerinnen
Zum Kader gehörte im März 2021 auch die zu diesem Zeitpunkt in der deutschen Bundesliga spielende Tina Welter.

## Trainer
Trainiert wird die Auswahl im März 2021 von Michel Scheuren und Adrian Stot.